# Inmigración portuguesa en el Perú
La inmigración portuguesa en el Perú se inició en la época del virreinato, cuando el actual territorio peruano se encontraba bajo dominio del Imperio español hasta comienzos del siglo XIX. Fue una migración gradual sin presentarse masivamente. Antiguamente venían de sobremanera en calidad de marineros a lo largo de la costa peruana por el Pacífico, posteriormente entraron a la selva peruana por la ruta del Atlántico, siguiendo el curso del río Amazonas desde las posesiones del Imperio portugués en América del Sur y últimamente, se registran entradas de portugueses brasileros a las ciudades circundantes de la frontera peruano-brasilera.

## Peruanos de ascendencia portuguesa
- Julio Ramón Ribeyro, escritor.
- Armando Revoredo, médico y aviador.
- Rolando Sousa Huanambal, abogado y político.
- Janet Barboza, conductora de televisión.
- Gonzalo Revoredo, actor y conductor.
- Jorge Foinquinos, ingeniero civil, empresario y político.
- Luis de Souza Ferreira, futbolista e ingeniero civil.
- Renzo Revoredo, futbolista.
- Osnar Noronha, futbolista.
- Kerwin Peixoto, futbolista.